# Carlepont
Carlepont település Franciaországban, Oise megyében. Lakosainak száma 1402 fő (2022. január 1.). Carlepont Bailly, Caisnes, Chiry-Ourscamp, Moulin-sous-Touvent, Nampcel, Pontoise-lès-Noyon, Sempigny és Tracy-le-Val községekkel határos.

## Népesség
A település népességének változása:
| Lakosok száma | 1470 | 1492 | 1525 | 1514 | 1521 | 1513 | 1475 | 1438 | 1402 |
|               | 2013 | 2015 | 2016 | 2017 | 2018 | 2019 | 2020 | 2021 | 2022 |